# Masca abactalis
Masca
Genre
Espèce
Masca abactalis, unique représentant du genre Masca, est une espèce de papillons de nuit de la famille des Erebidae.

## Répartition
Masca abactalis se rencontre en Birmanie et du Sundaland jusqu'à la Nouvelle-Guinée.

## Classification
Le genre Masca et l'espèce Masca abactalis ont été décrits en 1859 par Francis Walker (1809-1874).
Masca abactalis a pour synonymes :
- Masca bicolora Bethune-Baker
- Metra platypoda Felder, 1874
- Phagytra leucogastralis Walker, 1866

Masca a pour synonyme :
- Phagytra Walker, 1866